# Vest-Agder
Vest-Agder  er et tidligere fylke i Norge, der ved Regionsreformen i Norge, blev lagt sammen med  Aust-Agder til det nye fylke, Agder. Befolkningstallet i 2019 er på 187 589 indbyggere.  Arealet var på 6.677 kvadratkilometer. Administrationen var placeret i Kristiansand.

## Historie før 1919
Fylket blev oprettet som Lister og Mandals amt den 7. februar 1685, da Christianssands stiftamt blev delt i Nedenes Amt (med Bamble fogderi) og Lister og Mandals amt. Indtil 1600-tallet lå Lister len under Bergenhus hovedlen, mens Mandals len lå under Akershus hovedlen. Ved forordning af 1. februar 1662 blev begrebet len erstattet med amt.
Sammen med Nedenes Amt, Stavanger Amt og Øvre Tellemarkens fogderi udgjorde amtet Christianssand stift.
Fra 1. januar 1919 blev begrebet amt erstattet af fylke. Lister og Mandals amt fik da navnet Vest-Agder.

## Kommuner
Vest-Agder fylke havde 15 kommuner :
1. Åseral
2. Audnedal
3. Farsund
4. Flekkefjord
5. Hægebostad
6. Kristiansand
7. Kvinesdal
8. Lindesnes
9. Lyngdal
10. Mandal
11. Marnardal
12. Sirdal
13. Søgne
14. Songdalen
15. Vennesla